# Salma Agha
Salma Agha (Karachi, 25 ottobre 1956) è un'attrice pakistana naturalizzata britannica.

## Filmografia parziale
- Nikaah, regia di B. R. Chopra (1982)
- Kasam Paida Karne Wale Ki, regia di Babbar Subhash (1984)
- Salma, regia di Ramanand Sagar (1985)
- Jungle Ki Beti, regia di R. Thakkar (1988)
- Paanch Fauladi, regia di Mohan Bhakri (1988)
- Mahaveera, regia di Naresh Saigal (1988)
- Kanwarlal, regia di S. S. Ravichandra (1988)
- Pati Patni Aurn Tawaif, regia di Rajkumar Kohli (1990)
- Hijrat, regia di Farooq Mengal (2016)

## Premi e riconoscimenti
- Filmfare Awards
  - "Best Female Playback Singer" (Nikaah)